# Municipio de Eldon
El municipio de Eldon (en inglés: Eldon Township) es un municipio ubicado en el condado de Benson en el estado estadounidense de Dakota del Norte. En el año 2010 tenía una población de 35 habitantes y una densidad poblacional de 0,37 personas por km².

## Geografía
El municipio de Eldon se encuentra ubicado en las coordenadas 48°4′17″N 99°22′58″O / 48.07139, -99.38278. Según la Oficina del Censo de los Estados Unidos, el municipio tiene una superficie total de 93.42 km², de la cual 93,22 km² corresponden a tierra firme y (0,22 %) 0,2 km² es agua.

## Demografía
Según el censo de 2010, había 35 personas residiendo en el municipio de Eldon. La densidad de población era de 0,37 hab./km². De los 35 habitantes, el municipio de Eldon estaba compuesto por el 100 % blancos. Del total de la población el 0 % eran hispanos o latinos de cualquier raza.